# Verunić
Verunić (italsky Verona) je malá vesnice a přímořské letovisko v Chorvatsku v Zadarské župě, nacházející se na ostrově Dugi otok, spadající pod opčinu Sali. V roce 2011 zde žilo celkem 40 obyvatel.
Sousedními vesnicemi jsou Božava, Dragove, Soline a Veli Rat. Nejdůležitější dopravní komunikací je silnice D109.